# Harry Roesli
Harry Roesli, właśc. Djauhar Zaharsjah Fachruddin Roesli (ur. 10 września 1951 w Bandungu, zm. 11 grudnia 2004 w Dżakarcie) – indonezyjski wokalista i kompozytor. W swojej twórczości zajmował się krytyką polityczną i społeczną.
We wczesnych latach 70. założył formację o nazwie Gang of Harry Roesli wraz ze swoimi przyjaciółmi: Albertem Warnerinem, Indrą Rivai i Iwanem A Rachmanem. Pięć lat później grupa przestała istnieć. W 1973 roku założył grupę teatralną „Ken Arok”, która zrealizowała szereg przedstawień o tematyce politycznej. Otrzymał stypendium rządu holenderskiego na podjęcie studiów w konserwatorium w Rotterdamie w Holandii. W 1981 roku otrzymał doktorat z muzyki. Po powrocie do Indonezji zaczął wykładać na uczelniach Universitas Pendidikan Indonesia i Universitas Pasundan Bandung.
Działał na rzecz wykonawców ulicznych i osób ubogich, czyniąc ze swojego domu w Bandungu miejsce spotkań.  Założył studio artystyczne Depot Kreasi Seni Bandung (DKSB). W jego domu organizowano różne programy skoncentrowane na krytyce społecznej i działania na rzecz poprawy kondycji rządu.
Magazyn „Rolling Stone Indonesia” umieścił jego utwór „Malaria” na pozycji 44. w zestawieniu 150 indonezyjskich utworów wszech czasów.
Był wnukiem pisarza Maraha Roesliego.